# Lavaocchi di emergenza
Un lavaocchi di emergenza è un dispositivo il cui scopo è di lavare gli occhi in caso di emergenza per eliminare o limitare il danno conseguente al contatto degli occhi con sostanze pericolose, polveri, patogeni o altri elementi di rischio.

## Classificazione
I dispositivi lavaocchi più comunemente utilizzati per le emergenze sono:
- kit lavaocchi di emergenza: sono costituiti da flaconi contenenti la soluzione di lavaggio o collirio, che può essere diretta sugli occhi in vari modi:
  - per gravità o a gocciolamento: è il metodo più semplice, ma non sempre efficace
  - a pressione: premendo il flacone o tramite un'apposita "pompetta" installata sul tappo del flacone; tale pressione consente di allontanare dall'occhio eventuali sostanze o materiali pericolosi
- stazioni lavaocchi di emergenza con vaschetta, anche dette "fontanelle lavaocchi": possono essere installate a terra o a parete; spesso fanno parte di una stazione con doccia di emergenza.

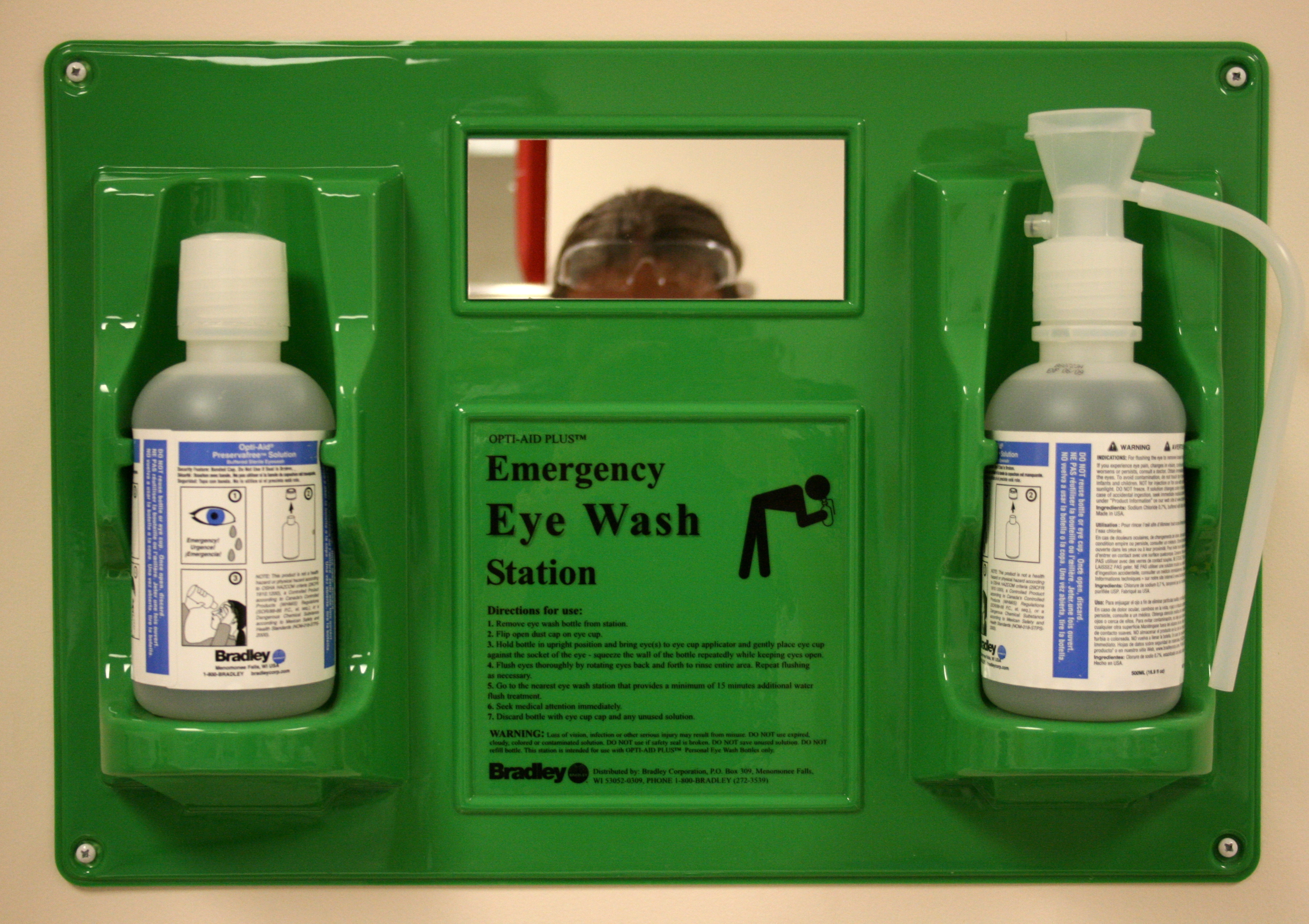
Esempio di kit lavaocchi
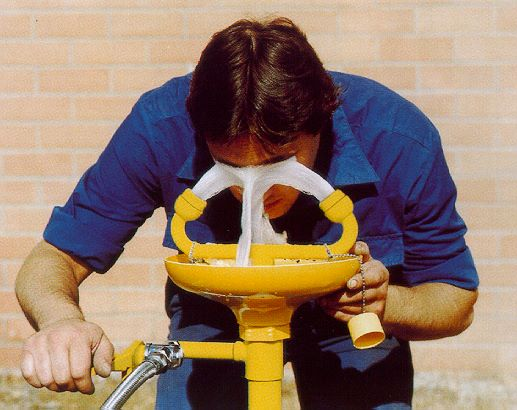
Lavaggio oculare in una vaschetta lavaocchi installata a terra
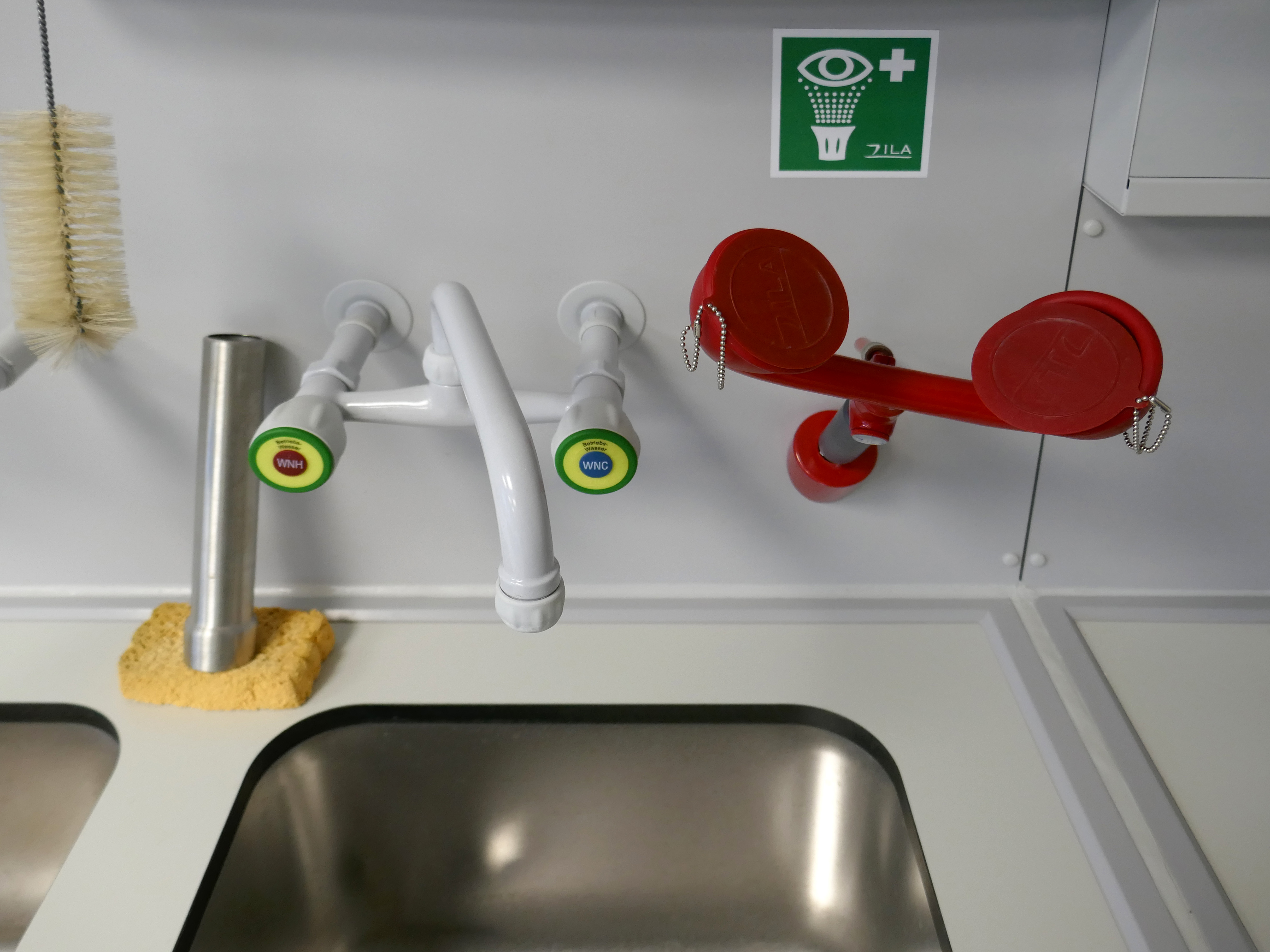
Fontanella lavaocchi installata a parete

## Normativa, standard e requisiti
Negli Stati Uniti l'utilizzo di stazioni lavaocchi e docce di emergenza è reso obbligatorio dal Code of Federal Regulations (CFR), al punto 1910.151(c), che ne stabilisce l'uso nei luoghi di lavoro in cui sia presente rischio di contatto degli occhi o altre parti del corpo con sostanze corrosive.
I requisiti minimi dei lavaocchi riguardanti la loro selezione, installazione, uso e manutenzione sono definiti dallo standard ANSI/ISEA Z358.1. Tali requisiti includono anche la posizione di installazione del dispositivo, l'altezza del getto d'acqua, la temperatura e la pressione dell'acqua.
In Europa i requisiti dei lavaocchi di emergenza sono invece trattati dalle norme EN 15154-2 Emergency safety showers - Part 2: Plumbed-in eye wash units e EN 15154-4 Emergency safety showers - Part 4: Non plumbed-in eyewash units, recepite in Italia rispettivamente dalle norme UNI EN 15154-2 "Docce di sicurezza - Parte 2: Unità di lavaggio degli occhi collegate alla rete dell'acqua" e UNI EN 15154-4 "Docce di sicurezza di emergenza - Parte 4: Unità di lavaggio degli occhi non collegate alla rete idrica".
Secondo le indicazioni dell'Occupational Safety and Health Administration (OSHA), per evitare possibili infezioni dell'occhio (ad esempio associate a Acanthamoeba, Pseudomonas aeruginosa o Legionella), le stazioni lavaocchi devono essere sottoposte a regolare manutenzione.

Segnale di un lavaocchi di emergenza secondo lo standard ISO 7010.

La norma tecnica internazionale ISO 7010 definisce un apposito cartello (con codice di riferimento "E011") da apporre in corrispondenza dei lavaocchi di emergenza.